# Economia de escopo
Em economia, diz-se que existe economia de gama quando é mais barato produzir dois produtos juntamente (produção conjunta) do que produzi-los separadamente na produção. Um fator de importância particular para explicar economias de gama é a presença de matérias-primas comuns na fabricação de dois, três ou mais produtos, assim como as complementaridades na sua produção.
Economia de escopo existe numa empresa quando o valor dos produtos e serviços que ela vende aumenta como uma função do número de negócios que ela opera. O termo "escopo", nessa definição, refere-se à variedade de negócios que uma empresa diversificada opera. Por essa razão, somente empresas diversificadas podem, por definição, explorar economias de escopo. 